# ريان ماكي
ريان ماكي (بالإنجليزية: Ryan McKee)‏ هو لاعب كرة قدم أمريكية أمريكي، ولد في 4 نوفمبر 1986.

## وصلات خارجية
- ريان ماكي على موقع مرجع كرة القدم المحترفة.كوم (الإنجليزية)